# Положаи
Положаи (укр. Положаї) — село, входит в Переяслав-Хмельницкий район Киевской области Украины.
Население по переписи 2001 года составляло 325 человек. Почтовый индекс — 08461. Телефонный код — 4567. Занимает площадь 2,81 км².

## Местный совет
08460, Київська обл., Переяслав-Хмельницький р-н, с.Ташань, вул.Леніна,7а